# Christian Fuchs
Christian Fuchs (født 7. april 1986) er en østrigsk tidligere professionel fodboldspiller, som i dag arbejder som  assistenttræner hos Major League Soccer-klubben Charlotte FC.

## Klubkarriere

### Tidlige karriere
Fuchs begyndte sin karriere hos Wiener Neustädter i de lavere østrigske rækker, før han i 2003 skiftede til SV Mattersburg. Fuchs etablerede sig over de næste år som en vigtig del af Mattersburg-mandskabet, hvor han spillede mere end 150 kampe for klubben.
Fuchs skiftede i juli 2008 til VfL Bochum. Han skiftede i juli 2010 til Mainz 05 på en lejeaftale.

### Schalke 04
Fuchs imponerede i sin ene sæson med Mainz, og blev i juni 2011 hentet af Schalke 04. Hans første to sæsoner med klubben var hand en fast del af førsteholdet, men han var især plaget af en knæskade senere, og spillede som resultat mindre.

### Leicester City
Fuchs skiftede til Leicester City efter kontraktudløb hos Schalke i juli 2015. Fuchs var i sin debutsæson med til at vinde Premier League imod alle odds, og blev dermed den første østrigske spiller til at vinde ligaen siden Alex Manninger i 1998. Fuchs mistede dog sin plads i holdet løbende, og fra 2018-19 sæsonen var hans spilletid begrænset. Fuchs blev dog i klubben hele vejen til juli 2021.

### Charlotte FC
Det blev i juni 2021 annonceret at Fuchs ville skifte til det nye MLS-hold Charlotte FC. Eftersom at Charlotte FC først ville begynde at spille i 2022 sæsonen, blev Fuchs udlejet til USL Championship-holdet Charlotte Independence i resten af 2021 sæsonen.
Fuchs annoncerede i januar 2023, at han stoppede som spiller.

## Landsholdskarriere

### Ungdomslandshold
Fuchs har repræsenteret Østrig på flere ungdomsniveauer.

### Seniorlandshold
Fuchs debuterede for Østrigs landshold den 23. maj 2006. Han var del af Østrigs trupper til EM 2008 og 2016.
Han blev i august 2012 udnævnt som landsholdets anfører. Efter Østrigs elimination fra EM 2016 besluttede Fuchs at gå på pension fra landsholdet. Han opnåede 78 kampe for Østrigs landshold.

## Trænerkarriere

### Charlotte FC
Som del af Fuchs pensionering som spiller, blev det annonceret, at han ville begynde sin trænerkarriere som assistenttræner hos Charlotte FC.

## Titler
Schalke 04
- DFL-Supercup: 1 (2011)

Leicester City
- Premier League: 1 (2015–16)
- FA Cup: 1 (2020–21)

Individuelle
- Kickers Bundesliga Sæsonens hold: 2 (2010–11, 2011–12)